# Lucjusz czyli Osioł
Lucjusz czyli osioł (gr. Λούκιος ἢ ὄνος, łac. Asinus) – opowiadanie  Lucjana z Samosat z II w. n. e.

## Okoliczności powstania utworu
Pierwotnym źródłem utworu Lukiana były Historie milezyjskie (Milesiaka) Arystydesa z I w. p.n.e., które zachowały się jedynie we fragmentach. Na Historiach milezyjskich oparł się Lucjusz (Lukios) z Patraj, żyjący prawdopodobnie w II w., autor zaginionego greckiego romansu w kilku księgach. Istnienie utworu Lucjusza potwierdza bizantyński filolog z IX wieku, Focjusz w 129 kodeksie Biblioteki. Lukian dokonał skrótu tego dzieła, streszczając jego dwie pierwsze księgi.

## Treść
Lucjusz syn sofisty Dekriana z Patrai udaje się w interesach do Tesalii. W Hypacie zatrzymuje się u bogatego, choć skąpego Hypparchosa, znajomego ojca. Spotkana na ulicy znajoma matki, Abroja, ostrzega go przed żoną Hypparchosa, która jest czarownicą. Zafascynowany tym Lucjusz uwodzi służącą Palestrę, aby się czegoś więcej dowiedzieć. Po upojnej nocy błaga Palestrę, by umożliwiła mu zobaczenie przemiany jej pani w ptaka. Zaspokoiwszy swą ciekawość prosi z kolei Palestrę o maść, której użyła jej pani. Palestra myli jednak maści i Lucjusz przemienia się w osła. Kochanka obiecuje, że przyniesie mu następnego dnia wiązankę róż, której zjedzenie go odczaruje. W nocy jednak do domu Hypparchosa włamują się złodzieje. Kradną jego dobytek i uwożą go na osłach i koniu stojących w stajni.
Po drodze Lucjusz zbiera razy od zbójów za swą niesubordynację. Podczas kolejnego wypadu zbóje przyprowadzają młodą dziewczynę, za którą spodziewają się wziąć okup. Ponieważ Lucjusz okulał roztrząsają zrzucenie go do przepaści. W tej sytuacji Lucjusz z dziewczyną na grzbiecie uciekają z jaskini zbójców. Zostają jednak złapani, a zbóje postanawiają wypatroszyć Lucjusza i zaszytą w jego skórze dziewczynę rzucić sępom na pożarcie. Nad ranem zaskakuje ich jednak oddział wojska przyprowadzony przez narzeczonego dziewczyny.
Po ślubie wdzięczna panna młoda wysyła Lucjusza na wieś. Tam najpierw trafia w ręce wyzyskującej go pracą w młynie gospodyni, a potem parobka, który znęca się nad nim przy zwózce drewna, a w końcu oskarża go o napadanie na kobiety. Gospodarz chce go wykastrować. Tymczasem mieszkańcy gospodarstwa dowiadują się o śmierci ich państwa. Pakują dobytek i uciekają do Beroi. Tam Lucjusz zostaje sprzedany kapłanowi bogini syryjskiej. Odtąd wędruje z posążkiem bogini na grzbiecie po okolicy. Za ujawnienie rykiem bezeceństw towarzyszy kapłana zostaje ciężko oćwiczony. Potem omal nie zostaje zarżnięty przez kucharza, który chce z niego przyrządzić obiad swemu panu. Ostatecznie kapłani bogini za kradzież złotej czary ze świątyni zostają wtrąceni do więzienia, a Lucjusz sprzedany piekarzowi.
Wyczerpanego pracą nad siły piekarz sprzedaje ubogiemu ogrodnikowi. Ten zaczepiony przez żołnierza, który chce mu zabrać osła, w walce zadaje żołnierzowi razy i ucieka. Ukrytego w domu przyjaciela żołnierz odnajduje dzięki ciekawości Lucjusza, który wychyla łeb przez dach i oddaje pod sąd. Lucjusz zostaje sprzedany piekarzowi, służącego wraz z bratem u bogatego arystokraty Meneklesa. Bracia znoszą do domu resztki z uczt, które Lucjusz regularnie im wyjada. W końcu bracia orientują się, że jęczmienia ze żłobu nie ubywa, a osioł jest coraz grubszy, odkrywają jego tajemnicę i ujawniają ją swemu panu.
Menekles odkupuje od nich osła za podwójną cenę i przyucza go do wykonywania różnych sztuczek, które ludzie tłumnie przychodzą oglądać. Sługa Meneklesa za możliwość pooglądania osła pobiera osobno opłatę. Któregoś razu jakaś kobieta oferuje mu znaczne wynagrodzenie za umożliwienie jej współżycia z osłem. Sługa ujawnia ten fakt panu, a ten postanawia obsadzić Lucjusza w przygotowywanych właśnie w Tesalonice igrzyskach w scenie z bykiem i Pazyfae. Oczekując na przedstawienie Lucjusz zjada kilka róż i odzyskuje ludzką postać. Przedstawia się Meneklesowi jako Lucjusz z Patrai pisarz historyczny i sofista i opowiada mu swoje przygody. Przed powrotem do domu odwiedza swoją niedawną kochankę. Ta jednak zawiedziona, że przychodzi do niej w postaci małpy, a nie dorodnego osła wyrzuca go z domu.

## Analiza utworu
Stan zachowanych fragmentów Historii milezyjskich nie pozwala ocenić ich stosunku do utworu Lukiana. Z kolei o Metamorfozach Lucjusza z Patraj wiadomo tylko tyle ile przekazał Focjusz w swojej Bibliotece. Pisze onː Lucjusz uwierzył zupełnie poważnie w metamorfozy jednych ludzi w drugich, zwierząt w ludzi i odwrotnie i w te wszystkie bzdury i banialuki mitów starożytnych, i z tego wszystkiego utkał swoje opowiadanie i je napisał. Lucjusz w swym budującym, pitagorejskim, romansie, przedstawił całkiem poważnie własny upadek moralny z powodu nadmiernej lubieżności najpierw jako przemianę w osła, a następnie za pomocą kolejnych przemian. Lukian z obszernego dzieła Lucjusza wybrał dwie księgi z których stworzył krótką nowelę, zdaniem Focjusza o charakterze parodystycznym, o której sensie stanowi jej finał. Lukian bawi się drastyczną sceną wyuzdanej sceny amorów wyuzdanej damy z osłem. Bolesne przygody głównego bohatera, kilkakrotnie ocierającego się o śmierć, kończy zaskakującą puentą, Po wszystkich swych trudach Lucjusz-osioł znajduje dobre warunki życia, wyżywienie, uznanie i kochankę, a gdy wreszcie powraca do ludzkiej postaci, okazuje się, że jego kochanka wolała go jako osła.
Ten sam fragment utworu Lucjusza z Patraj stał się kanwą Metamorfoz, współczesnego Lukianowi, łacińskiego autora, Apulejusza.